# Macropsychanthus
Genre
Synonymes
Selon GBIF (04 juin 2022)
- Lepidamphora Zoll.
- Luzonia Elmer
- Taurophtalmum Duchass.

Macropsychanthus est un genre de plantes à fleurs dicotylédones de la famille des Fabaceae, sous-famille des Faboideae, et dont l"espèce-type est Macropsychanthus lauterbachii Harms.
Ce genre a fait l'objet de révisions taxinomique en 2020.

## Liste d'espèces
Selon GBIF (04 juin 2022) :
- Macropsychanthus apiculatus (R.H.Maxwell) L.P.Queiroz & Snak
- Macropsychanthus aureus (R.H.Maxwell) L.P.Queiroz & Snak
- Macropsychanthus bicolor (Hoffmanns. ex Benth.) L.P.Queiroz & Snak
- Macropsychanthus circinatus (R.H.Maxwell) L.P.Queiroz & Snak
- Macropsychanthus comosus (G.Mey.) L.P.Queiroz & Snak
- Macropsychanthus coriaceus (Benth.) L.P.Queiroz & Snak
- Macropsychanthus dictyoneurus (Diels) L.P.Queiroz & Snak
- Macropsychanthus dolichobotrys Holthuis
- Macropsychanthus duckei L.P.Queiroz & Snak
- Macropsychanthus edulis (Kuhlm.) L.P.Queiroz & Snak
- Macropsychanthus erectus (Hoehne) L.P.Queiroz & Snak
- Macropsychanthus ferrugineus Merr.
- Macropsychanthus flexuosus (Ducke) L.P.Queiroz & Snak
- Macropsychanthus funalis (Poepp.) L.P.Queiroz & Snak
- Macropsychanthus glabrus (Benth.) L.P.Queiroz & Snak
- Macropsychanthus grandiflorus (Mart. ex Benth.) L.P.Queiroz & Snak
- Macropsychanthus grandistipulus (L.P.Queiroz) L.P.Queiroz & Snak
- Macropsychanthus haughtii (R.H.Maxwell) L.P.Queiroz & Snak
- Macropsychanthus hexander (Ralph) L.P.Queiroz & Snak
- Macropsychanthus hispidimarginatus (R.H.Maxwell) L.P.Queiroz & Snak
- Macropsychanthus huberi (Ducke) L.P.Queiroz & Snak
- Macropsychanthus jamesonii (R.H.Maxwell) L.P.Queiroz & Snak
- Macropsychanthus javanicus (Benth.) L.P.Queiroz & Snak
- Macropsychanthus latifolius (Benth.) L.P.Queiroz & Snak
- Macropsychanthus lauterbachii Harms
  - M. lauterbachii subsp. lauterbachii
  - M. lauterbachii subsp. parviflorus Verdc.
  - M. lauterbachii var. glabricalyx (Verdc.) Adema
  - M. lauterbachii var. hirsutus Verdc.
- Macropsychanthus macrocarpus (Huber) L.P.Queiroz & Snak
- Macropsychanthus malacocarpus (Ducke) L.P.Queiroz & Snak
- Macropsychanthus marginatus (Benth.) L.P.Queiroz & Snak
- Macropsychanthus megacarpus (Rolfe) L.P.Queiroz & Snak
  - D. densiflora var. densiflora Huber
  - D. densiflora var. rugosa R.H.Maxwell
- Macropsychanthus mindanaensis Merr.
- Macropsychanthus mollicomus (Ducke) L.P.Queiroz & Snak
- Macropsychanthus pulcher (Moldenke) L.P.Queiroz & Snak
- Macropsychanthus purpureus (Elmer) L.P.Queiroz & Snak
- Macropsychanthus rigidus (R.S.Cowan) L.P.Queiroz & Snak
- Macropsychanthus ruddiae (R.H.Maxwell) L.P.Queiroz & Snak
- Macropsychanthus rufescens (Benth.) L.P.Queiroz & Snak
- Macropsychanthus scaber (Rich.) L.P.Queiroz & Snak
  - M. scaber var. brownii (R.H.Maxwell) L.P.Queiroz & Snak
  - M. scaber var. scaber (Rich.) L.P.Queiroz & Snak
  - M. scaber var. schulzii (R.H.Maxwell) L.P.Queiroz & Snak
- Macropsychanthus scabrus Queiroz & Snak, 2020
- Macropsychanthus schimpffii (Diels) L.P.Queiroz & Snak
- Macropsychanthus schottii (Benth.) L.P.Queiroz & Snak
- Macropsychanthus sclerocarpus (Ducke) L.P.Queiroz & Snak
- Macropsychanthus ucayalinus (Harms) L.P.Queiroz & Snak
- Macropsychanthus umbrinus (Elmer) L.P.Queiroz & Snak
- Macropsychanthus violaceus (Mart. ex Benth.) L.P.Queiroz & Snak
- Macropsychanthus wilsonii (Standl.) L.P.Queiroz & Snak

Selon The Plant List (3 novembre 2018) :
- Macropsychanthus dolichobotrys Holthuis
- Macropsychanthus lauterbachii Harms
- Macropsychanthus mindanaensis Merr.